# ارکارتسویلر
ارکارتسویلر (به فرانسوی: Erckartswiller) یک کمون در فرانسه با جمعیت ۲۴۵ نفر است که در Canton of La Petite-Pierre واقع شده‌است.